# Michel King
Pour les articles homonymes, voir King.
Michel King est un peintre de la Marine, également graveur et lithographe, français, né le 2 juillet 1930 à Sotteville-lès-Rouen et mort le 18 janvier 2025 à Saint-Mards.
Ce peintre est spécialisé dans la peinture à l'huile, l'aquarelle, le dessin, la gravure en taille-douce, la lithographie originale et les illustrations d'ouvrages de bibliophilie. Il expose en France ainsi qu'en Corée du Sud, aux États-Unis, au Japon et en Suisse.

## Biographie
Peignant dès l'âge de 14 ans et recevant ses premiers conseils de son cousin le peintre dieppois Léon Gambier, Michel King abandonne des études de chaudronnerie pour, à l'âge de 17 ans, avec le consentement de ses parents contre la promesse de devenir professeur de dessin (il le sera en 1951 aux cours supérieurs des ateliers de la ville de Paris), entrer à l'École nationale supérieure des arts décoratifs à Paris, ayant pour maîtres François Desnoyer en peinture et Marcel Gimond en sculpture.
Nommé peintre de la Marine en 1973 et titulaire en 1986, Michel King est également le vice-président des peintres officiels de la Marine, et a été président du Salon du Dessin et de la Peinture à l'Eau de 1998 à 2002.  Il est nommé Chevalier de l’ordre national du Mérite le 18 mars 2004 et devient Président de la Société nationale des Beaux Arts en 2012.
Michel King meurt à Saint-Mards en Seine-Maritime le 18 janvier 2025 à l'âge de 94 ans,.

## Œuvres

### Contributions bibliophiliques
- Jean de La Varende, La Phœbé ou les derniers galériens, 24 lithographies de Michel King, 125 exemplaires numérotés, Société normande du livre illustré, 1968.
- Paul Verlaine, Parallèlement, 18 eaux-fortes de Michel King, 120 exemplaires numérotés, Les Bibliophiles de France, 1972.
- Jean de La Fontaine, Cinq contes, 24 eaux-fortes de Michel King, 165 exemplaires numérotés, Les pharmaciens bibliophiles, 1975.

### Tapisserie
- On doit à Michel King des cartons de tapisseries tissées par sa fille Isabelle King, artiste licière[6].

## Expositions

### Expositions personnelles
- Galerie Colette Dubois, Paris, 1986.
- Galerie La Palette, La Valette-du-Var, juin-juillet 2004[7].
- Galerie Monique Van Hove, Quimper, septembre 2005[8].
- Galerie Pascal Frémont, Le Havre, octobre 2013.
- Michel King - Rêve de Chine, peintures, galerie Saint-Hubert, Lyon, février-mars 2014.
- Michel King - Aquarelles, galerie du Parc, Notre-Dame-de-Gravenchon, novembre-décembre 2014.
- Michel King ou la croisée des deux mondes, salle du Point de rencontre, Sainte-Marguerite-sur-Mer, juillet-août 2015[1].
- Michel King - Gravures, musée Michel-Ciry, Varengeville-sur-Mer, juillet 2016[9].
- Galerie-atelier Another Way, Paris, octobre 2016[10].
- Galerie Pascal Frémont, Le Havre, mars 2017[11].

### Expositions collectives
- Salon d'automne, Paris, 1967, 1971, 1972, 1979, 1982, 1983, 1984, 1985, 1986, 1987, 1988, 1989, 1990, 1991[12].
- Salon Thomson-CSF, Cholet, 1977.
- Panorama de la peinture contemporaine - Paul Aïzpiri, Jean-Pierre Alaux, Paul Ambille, Yves Brayer, Bernard Buffet, Rodolphe Caillaux, Jean Carzou, Michel Ciry, Marcel Cramoysan, Jef Friboulet, Pierre Gautiez, Camille Hilaire, Franck Innocent, Monique Journod, Michel King, Roland Lefranc, Édouard Georges Mac-Avoy, Georges Mirianon, Jean Navarre, Marcel Peltier, Christian Sauvé, Robert Savary, Gaston Sébire, Arthur Van Hecke…, hôtel de ville de Sotteville-lès-Rouen, 1980[13].
- Salon du dessin et de la peinture à l'eau, Paris, Michel King président de 1996 à 2002.
- Rencontre d'art contemporain de Calvi, 1999.
- Salon de peinture de Thorigné-Fouillard, Michel King invité d'honneur, 2002[14].
- Escale en pays bigouden - 22 peintres officiels de la Marine, Musée bigouden, Pont-l'Abbé, juillet 2004[15].
- XVIe Salon international du Mérite artistique européen, Michel King invité d'honneur, maison du Patrimoine, Mesquer, mai-juin 2008.
- 40e Salon des amis des arts et du manoir de Briançon - Rétrospective des invités d'honneur : Michel Ciry, Jef Friboulet, Pierre Gautiez, Franck Innocent, Michel King, Pierre Laffillé, Roland Lefranc, Albert Malet, Georges Mirianon, Marcel Peltier, Gaston Sébire, manoir de Briançon, Criel-sur-Mer, juillet-août 2008.
- Festival Livre et mer, Concarneau, 2009[16].
- Les peintres officiels de la Marine en escale, musée du Bord de mer, Bénodet, juin-septembre 2010[17],[18].
- Les peintres officiels de la Marine font escale à l'Assemblée nationale, palais Bourbon, Paris, septembre-octobre 2011[19].
- 3e Salon automnal de la création artistique, Michel King invité d'honneur, Rouxmesnil-Bouteilles, octobre 2011.
- 30e Salon d'art figuratif de Marie Joulia, mairie de Saint-Rémy (Aveyron), mai 2012[20].
- Les peintres officiels de la Marine, musée de la Mer, Paimpol, 2012.
- Les peintres officiels de la Marine, L'Abri du canot de sauvetage, Roscoff, juillet-août 2015.
- Hommage au Belem, péniche « Le Cercle de la mer », port de Suffren, Paris, novembre-décembre 2016[21].
- Les peintres de Saint-Germain, Michel King invité d'honneur, la halle au blé, La Flèche, avril 2017[22],[2].
- Peintres officiels de la marine, espace Art et Liberté, Charenton, novembre-décembre 2018[23].
- 57e Salon du Centre culturel et artistique, Michel King invité d'honneur, maison des Arts, Antony, janvier-mars 2020[24].
- Bicentenaire de la Société de géographie - Exposition de peintures - Nature et paysages, salon du Vieux Colombier, mairie du 6e arrondissement de Paris, décembre 2021 - janvier 2022.
- Participations non datées : Salon de la Société nationale des beaux-arts (sociétaire), Salon des indépendants (sociétaire), Salon Comparaisons, Salon de la Marine, Salon des peintres témoins de leur temps, Salon de l'orangerie de Versailles.

## Réception critique
- « Peintre officiel de la Marine, Michel King décrit les ports et les rivages de France dans des compositions au graphisme affirmé. » - Gérald Schurr[25]

## Prix et distinctions
- 2e Prix de New York, 1960.
- Prix des Jeunes, Vichy, 1960.
- Prix du Paysage, Deauville, 1961.
- Grand Prix du Salon d'Asnières, 1962.
- Prix du Cercle François-Ier, 1963.
- Grand Prix des Jeunes, Société nationale des beaux-arts, 1963.
- Grand Prix du Salon de l'Île-de-France, 1966.
- Prix de Viry-Châtillon (Salon de Juvisy), 1967.
- Prix du Conseil général des Yvelines, 1967.
- 2e Prix du Gemmail, 1972.
- Médaille d'argent du Salon départemental des Yvelines, Versailles, 1973.
- Grand Prix du Salon de Rouen, 1984.
- Prix Puvis-de-Chavannes, 2005.
- Chevalier de l'ordre des Arts et des Lettres (2016)
- Chevalier de l'ordre national du Mérite

## Conservation

### Collections publiques
- Musée des Baux-de-Provence.
- Musée des arts de la citadelle de Calvi[26].
- Mairie de Guilvinec.
- Mairie de Montmagny.
- Musée d'art moderne de la ville de Paris, Les barques noires, dessin, vers 1965[27].
- Musée national de la Marine, Paris.
- Mairie de Pont-l'Abbé[28].
- Conseil général de la Seine-Maritime, Rouen, Les falaises de Berneval, huile sur toile.
- Église de Saint-Mards, L'Annonciation, vitrail.
- Musée du Domaine départemental de Sceaux, Place de l'église à Champlan, huile sur toile, 1964.
- Mairie de Villeneuve-le-Roi.

### Collections privées
- Chambre de commerce de Dieppe (Seine-Maritime), vitrail, 300x600cm.

## Élèves
- José Español Ruiz[29].
- Nicole M. Mathieu[30].
- Michel Ziegler[31].